# Véra Kundera
Véra Kundera, auch Věra Kunderová (* 24. Oktober 1935 als Věra Hrabánková in Prag, Tschechoslowakei; † 14. September 2024 in Le Touquet, Département Pas-de-Calais, Frankreich), war eine tschechisch-französische Hörfunk- und Fernsehredakteurin sowie Literaturagentin.

## Leben
Věra Hrabánková wurde am 24. Oktober 1935 in Prag geboren, wo sie im Stadtteil Vinohrady aufwuchs. Ihre Kindheit und Jugend waren geprägt von mehreren schweren Schicksalsschlägen. Ihre Mutter verließ die Familie, als sie noch klein war. Mit 12 Jahren erlebte sie mit, wie ihre Schwester Eva an einer Meningitis starb. Wenige Jahre später wurde ihr Vater inhaftiert, weil er beschuldigt wurde, die kommunistische Tschechoslowakei illegal mit Ziel Australien zu verlassen. Denunziert hatte ihn eine französische Untermieterin der Familie. Mit 16 Jahren war Hrabánková damit auf sich allein gestellt, während ihr Vater im Gefängnis saß, wo er später starb. In der mährischen Kleinstadt Bruntál (deutsch: Freudenthal) fand sie eine Anstellung als Kellnerin in der Bahnhofsgaststätte. In ihrer Freizeit las sie zu dieser Zeit nach eigenen Angaben sehr viel Poesie.
1958 trat sie bei einem lokalen Lyrikwettbewerb an, den sie gewann. In Folge wurde der staatliche Rundfunk auf sie aufmerksam und stellte sie ein. Damit begann ihre Karriere als Hörfunk- und Fernsehredakteurin, in der sie schließlich zu einer bekannten Moderatorin im tschechoslowakischen Fernsehen aufstieg.
Im Jahr 1967 heiratete sie den Schriftsteller Milan Kundera, den sie etwa vier Jahre vorher kennengelernt hatte.
Am 21. August 1968 übermittelte sie als Nachrichtensprecherin den Fernsehzuschauern in der Tschechoslowakei die Nachricht vom Einmarsch sowjetischer Truppen in ihr Land, mit dem die Niederschlagung des Prager Frühlings begann. Im Rahmen der von den durch die Sowjets eingesetzten Machthabern als „Normalisierung“ bezeichneten folgenden Repressionsmaßnahmen wurde sie aus dem Fernsehen entlassen. Auch ihr Ehemann unterlag einem Berufsverbot. Věra Kunderová kam für den Unterhalt des Ehepaars auf, indem sie heimlich Englischstunden gab.
Im Jahr 1975 emigrierte sie gemeinsam mit ihrem Ehemann nach Frankreich, wo Milan Kundera einen Lehrauftrag annahm. Zunächst ließen sie sich in Rennes nieder und zogen 1978 nach Paris. 1979 wurde Milan Kundera die tschechoslowakische Staatsbürgerschaft entzogen. 1981 wurden Véra und Milan Kundera in Frankreich eingebürgert. Erst als Milan Kundera 2019 die tschechische Nationalität zurückerhielt, erfuhr Véra Kundera, dass sie selbst 1979 von der Tschechoslowakei nicht ausgebürgert und damit nicht staatenlos geworden war.
Véra Kundera wurde am Morgen des 14. September 2024 tot in ihrem Zimmer in einem Hotel in dem französischen Seebad Le Touquet im Département Pas-de-Calais aufgefunden, wo sie einige Tage zuvor abgestiegen war. Sie wurde 88 Jahre alt. Gegenüber dem Hotel hatten Milan und Véra Kundera lange Zeit eine Wohnung besessen, in der sie mehrere Monate im Jahr verbrachten und die Véra Kundera nach dem Tod ihres Mannes, der im Juli 2023 gestorben war, verkauft hatte.

## Wirken
Véra Kundera war eine einflussreiche Persönlichkeit in der Literaturszene. Sie fungierte jahrzehntelang als Literaturagentin ihres Mannes und verwaltete sein Archiv. Ihr Engagement trug wesentlich zur internationalen Verbreitung des Werkes von Milan Kundera bei.
Sie setzte sich erfolgreich für die Einrichtung einer Abteilung mit Kunderas Nachlass in der Mährischen Landesbibliothek in Milan Kunderas Geburtsort Brünn ein, die am 1. April 2023 eröffnet wurde. Zudem unterstützte sie nach Milan Kunderas Tod die Übersetzung seines in französischer Sprache geschriebenen und 1998 veröffentlichten Romans Die Identität ins Tschechische. Die Übersetzung erschien im Sommer 2024. Bis zu ihrem Tod widmete sie sich der Pflege und Förderung des literarischen Erbes ihres Mannes.